# تریر تبتی
تریر تبتی (به انگلیسی: Tibetan Terrier)، نام یکی از نژادهای سگ است که خاستگاه آن به تبت، چین بازمی‌گردد.

## نگارخانه

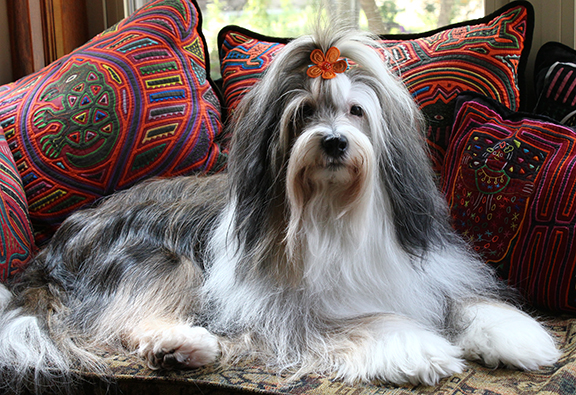
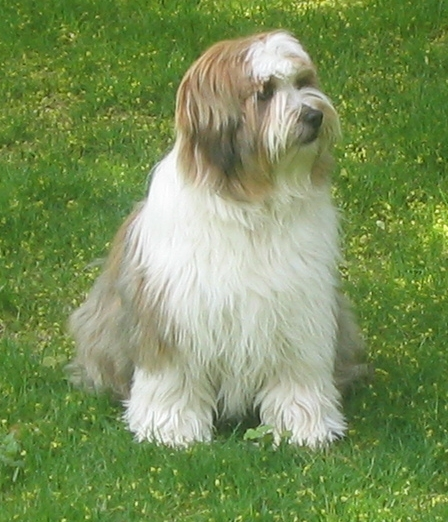
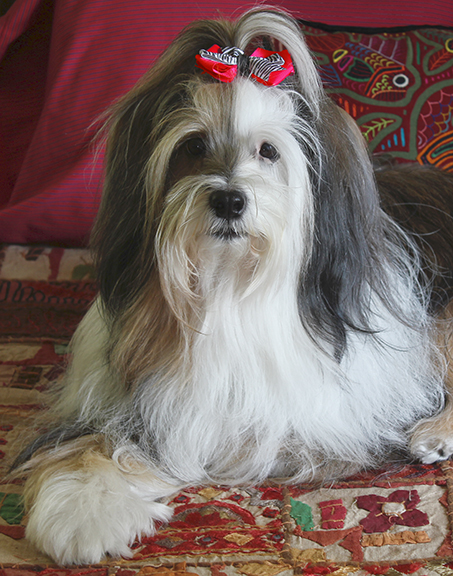
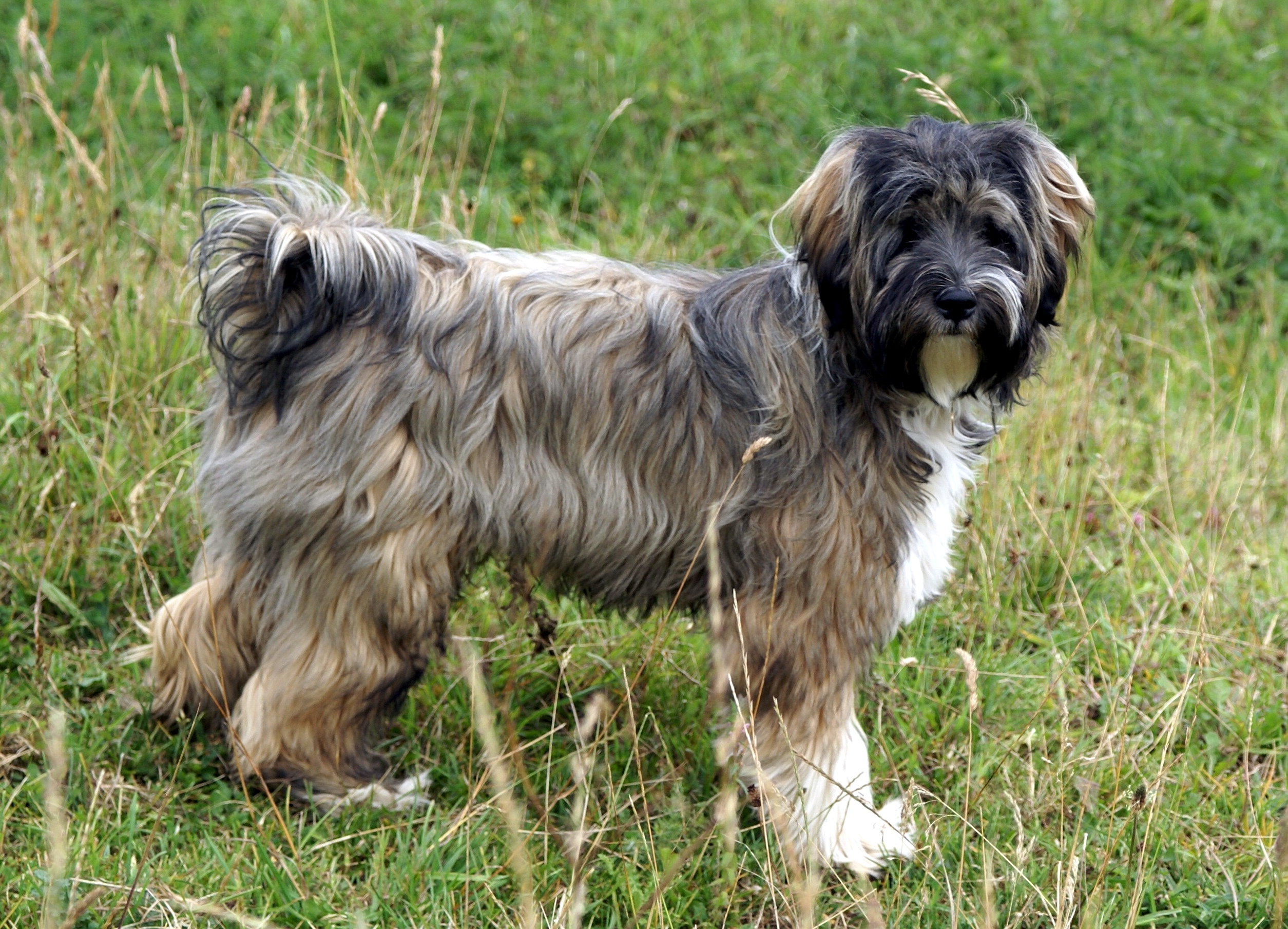
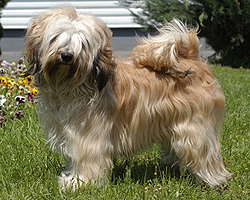
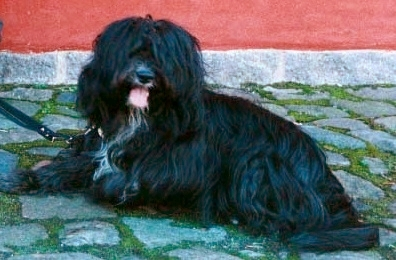
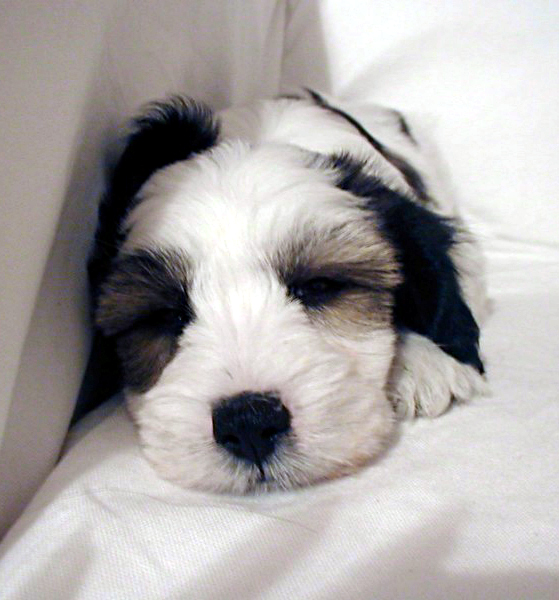